# 코스틱

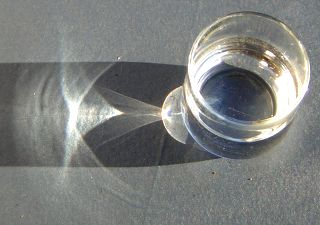
물 한 잔에 의해 생성된 코스틱

코스틱(caustic) 또는 코스틱 네트워크(caustic network)는 광학에서 곡선 표면이나 물체에 의해 반사되거나 굴절된 광선의 엔벨로프(envelope) 또는 다른 표면에 대한 해당 광선 엔벨로프의 사영이다. 코스틱은 각 광선이 접하는 곡선 또는 표면으로, 광선 엔벨로프의 경계를 집중된 빛의 곡선으로 정의한다. 어떤 경우에는 코스틱이 빛의 밝은 가장자리, 종종 교점 특이점을 갖는 모양으로 보일 수 있다.

## 같이 보기
- 초점 (광학)